# 宋威
宋威（9世纪—878年），唐朝人，僖宗時任平盧節度使。乾符三年（876年）三月，僖宗以其為指揮諸道招討草賊使 ，平黃巢之亂；七月，宋威在沂州（今山東臨沂）城下大破王仙芝軍，王仙芝率殘部逃走。宋威遂向朝廷報告，稱王仙芝已死 。乾符五年（878年），宋威以年老久病，辭去招討使一職，回到青州，不久後便死了。

## 生平

### 行營都知兵馬使
唐懿宗咸通十年十二月，南蠻國君派遣清平官十餘人前來偽和，在他們和竇滂的談話間，蠻軍已渡河抵達唐朝境內，由忠武、武寧軍奮力抗敵。竇滂因怯戰自縊於帳中，由徐州將領苗全緒救下。後來苗全緒、安再榮、弘節等人趁夜進攻，竇滂於此時遁逃。由於驚動蠻軍，三人為保全軍隊而撤退，蠻軍追擊進入西川城，於是朝廷以顏慶復為大渡河制置、劍南應接等使，宋威為行營都知兵馬使，給予兵力數萬，加入忠武、武寧之師，與蠻軍戰於漢州毗橋，戰事大捷，解西川之圍。隔天，蠻軍遁走。

### 平盧節度使
乾符二年，宋威作為平盧節度使戍守曹州時，恰逢王仙芝攻陷河南，張自勉率兵七千赴援宋州。朝廷為牽制地方勢力安潛、張自勉，欲許兵三千予宋威，接著宋威使自勉隸其麾下。後因種種政治考量，僅以給予宋威四千兵力，而將剩餘兵馬歸還張自勉。

### 指揮諸道招討草賊使
宋威上表欲討平王仙芝一眾，乾符四年十二月，唐僖宗李儇任命平盧節度使宋威為諸道行營招討草賊使，特賜禁軍三千，甲騎五百，並命河南諸藩鎮所遣各軍均由宋威指揮。
乾符五年二月，王仙芝一眾攻入江西，宋威率兵屢屢擊破，並意圖勸降王仙芝。王仙芝向其要求節鉞，即展示威信的信物，宋威假意許諾，王仙芝便遣其將令尚君長、蔡溫玉入朝，向朝廷謊稱亂事已平，並密請僖宗將其二人誅殺。聽到消息，王仙芝大怒，急攻洪州。宋威趕至洪州赴援，打敗王仙芝軍，並將其斬殺，將屍首送回京師。
儘管如此，天子仍以宋威失策殺了尚君長為由，以王鐸檢校司徒、兼侍中、門下侍郎、江陵尹、荊南節度使，代其諸道兵馬都統一職。

### 罷官還鄉
乾符五年，招討副使曾元裕大破王仙芝餘眾於申州，招降遣散者達萬人。於是僖宗以宋威久病為由，罷除其招討使的身分，以平盧節度使的身分回到青州。並於該年九月因老病而死。